# Mateusz Praszelik
Mateusz Praszelik, né le 26 septembre 2000 à Racibórz en Pologne, est un footballeur polonais qui évolue au poste de milieu offensif au KS Cracovia.

## Biographie

### Carrière en club
Né à Racibórz en Pologne, Mateusz Praszelik est formé au Legia Varsovie. Il joue son premier match en professionnel le 13 mars 2019, lors d'une rencontre de coupe de Pologne face au Raków Częstochowa. Il entre en jeu ce jour-là à la place de Michał Kucharczyk et son équipe s'incline par deux buts à un. Mateusz Praszelik fait ses débuts en championnat lors de la première journée de la saison 2019-2020 face au Pogoń Szczecin. Son entraîneur Aleksandar Vuković, le titularise ce jour-là mais son équipe s'incline par deux buts à un.
Il glane son premier titre en étant sacré champion de Pologne en 2020.
Lors de l'été 2020 il rejoint le Śląsk Wrocław, où il signe un contrat courant jusqu'en juin 2024. Il fait sa première apparition sous ses nouvelles couleurs le 16 août 2020, à l'occasion d'une rencontre de coupe de Pologne contre le ŁKS Łódź. Il entre en jeu ce jour-là et délivre une passe décisive, mais les deux équipes se neutralisent (2-2) et le Śląsk Wrocław s'incline aux tirs au but.
Le 29 janvier 2022, Mateusz Praszelik est prêté à l'Hellas Vérone jusqu'en janvier 2023, avec obligation d'achat sous certaines conditions,.
Le 26 janvier 2023, Mateusz Praszelik est prêté jusqu'à la fin de la saison au Cosenza Calcio.
Le 10 août 2023, Praszelik voit son prêt au Cosenza Calcio prolongé d'une saison supplémentaire.

### En sélection
Le 4 septembre 2020, Mateusz Praszelik joue son premier match avec l'équipe de Pologne espoirs contre l'Estonie. Il entre en jeu et son équipe s'impose largement par six buts à zéro.

## Palmarès

### En club
Legia Varsovie
- Championnat de Pologne (1) :
  - Champion : 2019-20.